# ديانة رافيداسيا
تُعد ديانة رافيداسيا (Ravidassia religion) (/rɑːvaɪdɑːssaɪɑː/ ) (أو رافيداسيا دهارام (Ravidassia Dharam)؛(بالهندية: रविदास्सिया धर्म)‏، (بالأردوية: راویدسسیہ دھرم)‏) إحدى الديانات التوحيدية القائمة على تعاليم الكاهن الهندي رافيداس (Ravidass)، الذي عاش في القرن الرابع عشر، وكان أتباعه يعتبرونه «ساتجورو» (satguru) (كاهنًا مقدسًا)، ونبيًا أيضًا. ينتمي رافيداس إلى طبقة تشامار (Chamar) في الهند، ولذا تعلم منذ صغره رسالة التوحيد والمساواة وتحرير الروح من النظام الطبقي الهندي.
تاريخيًا، تمثل الرافيداسيا مجموعة من المعتقدات التي كانت موجودة في جنوب آسيا، بالإضافة إلى بعض أتباع رافيداس الذين يعتبرون أنفسهم رافيداسيين سيخيين (Sikh)، وبعض أتباع «الطبقة الدنيا من الهندوسية»، ومجموعة أخرى لا علاقة لها بالهندوسية أو السيخية. بدأ مجتمع الرافيداسية في التماسك بعد عام 1947، ومن ثم تأسيس مجتمعات رافيداسية ناجحة في أماكن متفرقة. أدى مقتل الكاهن الرافيداسي، ؛ راماناند داس (Ramanand Dass)، على يد أحد المتطرفين السيخيين في فيينا إلى انفصال الرافيداسية عن النظام السيخي الأساسي. في البداية، كان الرافيداسيين يعظمون الكتاب المقدس السيخي، والذي يُسمى «جورو جرانث ساهيب (Guru Granth Sahib)»، وكانوا يعتبرونه المصدر الأساسي للنصوص الدينية. ولكن بعد انفصال الرافيداسيين عن السيخية، جمع الرافيداسيون كل تعاليمهم الدينية في كتاب مقدس واحد اسمه؛ أمريتباني جورو رافيداس جي (Amritbani Guru Ravidass Ji)، وأصبح ذلك الكتاب هو الكتاب الأساسي في الكثير من المعابد بدلاً من الجورو جرانث ساهيب.